# Alfredo Antonini
Alfredo Antonini (Alessandria (Piemont), 31 de maig, 1901 - Clearwater (Florida, Estats Units), 3 de novembre, 1983), va ser un destacat director d'orquestra simfònica i compositor italoamericà que va estar actiu a l'escenari de concerts internacionals, així com a les cadenes de ràdio i televisió CBS des de la dècada de 1930 fins a principis de la dècada de 1970. El 1972 va rebre un premi Emmy per assoliment destacat en programació religiosa a la televisió per la seva direcció de l'estrena de l'òpera And David Wept d'Ezra Laderman per a la televisió CBS durant el 1971. A més, va ser guardonat amb l'Orde al Mèrit de la República Italiana el 1980.

## Biografia
Antonini va néixer a Alessandria i va cursar els seus estudis musicals al Conservatori Reial de Milà. Va ser alumne del director d'orquestra italià Arturo Toscanini, a qui va conèixer als tretze anys mentre interpretava la celesta a l'estrena italiana de Petruixka d'Igor Stravinski. Es va distingir com a organista i pianista de l'Orquestra de La Scala de Milà abans d'emigrar als Estats Units el 1929. Els seus talents musicals eren compartits pel seu pare, que va ser membre de la companyia de l'Òpera de Buenos Aires al Teatro Colón després de deixar Itàlia per anar a l'Argentina. A més, la seva dona Sandra era acompanyant de piano i professora de cant.
Durant la dècada de 1940, es va distingir com a director de diverses orquestres importants mentre actuava a la ràdio CBS. Aquestes van incloure: l'Orquestra Panamericana de la CBS (1940–1949), com a part de la iniciativa de diplomàcia cultural del Departament d'Estat i l'Oficina del Coordinador d'Afers Interamericans durant la Segona Guerra Mundial, l'Orquestra de Concerts de Columbia (1940–1949) i l'Orquestra Simfònica de la CBS. Durant la dècada de 1940, Antonini també va dirigir l'Orquestra Simfònica de la CBS en diverses gravacions per al servei de radiodifusió de la Veu d'Amèrica.
Les seves actuacions amb l'Orquestra Panamericana de la CBS van ser destacables per ajudar a introduir la música llatinoamericana i el bolero mexicà a un gran públic als Estats Units.

## La dècada de 1940: Ràdio

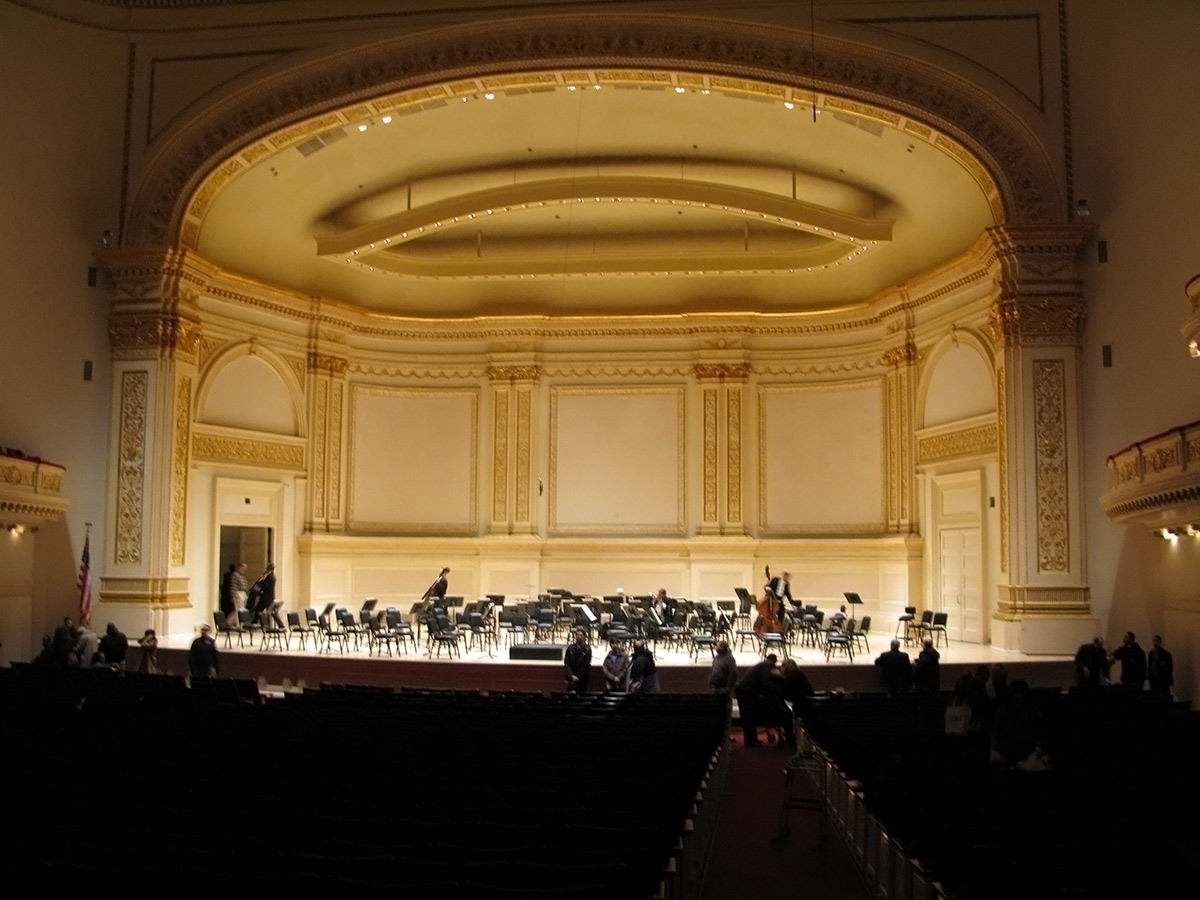
Carnegie-Hall, sala Isaac Stern

Durant la dècada de 1940, Antonini va dur a terme emissions de ràdio en directe del programa Viva America a la CBS Radio i La Cadena de las Americas (Xarxa de les Amèriques) en col·laboració amb diversos artistes internacionals, com ara: Nestor Mesta Chayres (també conegut com "El Gitano De Mexico"), Terig Tucci, Juan Arvizu (també conegut com "El Troubador de las Americas"), Elsa Miranda, Eva Garza, Kate Smith, Pat O'Brien, i John Serry. També va aparèixer amb Chayres i la Filharmònica de Nova York a la sèrie de concerts "Night of the Americas" al Carnegie Hall. que, segons The New York Times, era esperada amb impaciència pel públic en general. Actuacions addicionals en col·laboració amb Arvizu i l'Orquestra Típica de la CBS per a la Fiesta de Música Interamericana al Carnegie Hall també van rebre una àmplia aclamació.
El 1946, Antonini va gravar diverses cançons populars llatinoamericanes a l'àlbum Latin American Music - Alfredo Antonini and Viva America Orchestra per a Alpha Records (números de catàleg 12205A, 12205B, 12206A, 12206B), incloent-hi: Tres Palabras (Osvaldo Farres), Caminito de Tu Casa (Julio Alberto Hernández), Chapinita (Miguel Sandoval) i Noche De Ronda (Agustín Lara). La crítica dels àlbums a "The New Records" va lloar el seu talent com a director i va aclamar la col·lecció com un dels millors àlbums nous de música llatinoamericana.
Més tard, a la dècada del 1940, Antonini va col·laborar amb la vocalista Victoria Cordova en una sèrie d'enregistraments per a Muzak, amb composicions familiars per al públic tant de Nord com de Sud-amèrica. Entre aquestes hi havia: What a Difference a Day Made - María Grever, You Belong to My Heart - Agustin Lara, Siboney - Ernesto Lecuona, Amor - Gabriel Ruiz, Say It Isn't So - Irving Berlin, How Deep is the Ocean - Irving Berlin i A Perfect Day - Carrie Jacobs-Bond. També va col·laborar amb el grup llatí Los Panchos Trio en un enregistrament del ball cueca xilè La Palma per a Pilotone records (#P45-5067). A més, va gravar diverses cançons per a Columbia Records amb el baríton operístic Carlo Morelli, que inclouen "La spagnola" (#17192-D), Alma Mia (#17192-D) Canta Il Mare (#17263-D), Si Alguna Vez (#17263-D). Col·laboradors addicionals van incloure: Nino Martini per a una gravació de la cançó Amapola (Columbia, #17202-D) i Nestor Chayres per a una gravació de Granada (Decca, #23770 A).
A finals de la dècada de 1948, Antonini també va aparèixer com a director d'orquestra al programa principal de la CBS Symphony Summer Series, que es va emetre en directe per la cadena de ràdio CBS. Durant aquest temps també va col·laborar amb músics orquestrals destacats, com ara Julius Baker, i Mitch Miller. Diverses de les seves actuacions amb l'Orquestra Simfònica de la CBS també es van emetre per la cadena "Voice of America" el 1948 i el 1949. A més, les seves gravacions amb els vocalistes operístics Juan Arvizu i Nestor Mesta Chayres van ser transcrites durant aquest temps per a la seva emissió per la Xarxa de Ràdio de les Forces Armades.

## La dècada de 1950: Òpera

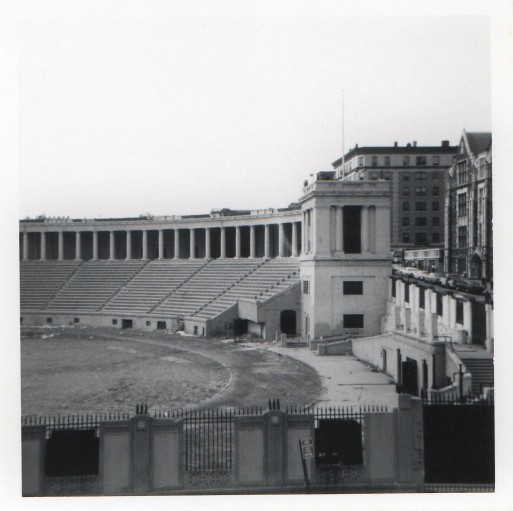
City College de Nova York - Estadi Lewisohn, Nova York (1973)

Durant la dècada del 1950, Antonini va ser professor de música a la Universitat de St. John, situada a Brooklyn, Nova York. Va impartir el curs d'Apreciació Musical. Com a director musical de la CBS Television durant la dècada del 1950, va tenir un paper fonamental en la presentació d'un programa de música clàssica i operística al públic en general. La seva col·laboració amb Julie Andrews, Richard Rodgers i Oscar Hammerstein II en una producció de Cinderella (La Ventafocs) per a la televisió CBS es va retransmetre en directe i en color el 31 de març de 1957 davant d'una audiència de 107 milions. Durant aquesta dècada, també va aparèixer amb diverses sopranos d'òpera destacades, com ara Eileen Farrell i Beverly Sills. Més tard, el 1957, es va convertir en el director musical/director de l'Orquestra Filharmònica de Tampa.
El 1951 també va exercir com a director d'orquestra i de cor per al programa de ràdio de la CBS, Music Land U.S.A., que comptava amb vocalistes talentosos. A l'emissió hi van participar Lois Hunt, Earl Wrightson i Thomas Hayward. Aquestes actuacions de l'Orquestra Alfredo Antonini es van incloure entre diverses transcripcions de l'obra d'Antonini que van ser seleccionades per a la seva emissió a les forces armades americanes de tot el món pel Servei de Xarxa de Ràdio de les Forces Armades durant les dècades del 1940 i del 1950.
Antonini va ser director dels concerts d'estiu a l'aire lliure que se celebraven al emblemàtic estadi Lewisohn de Nova York durant les dècades del 1940, 1950 i 1960. Va aparèixer almenys una vegada durant cada temporada, presentant els principals talents de la Metropolitan Opera. Les seves aparicions amb l'Orquestra Simfònica Filharmònica de Nova York i l'Orquestra de l'Estadi Lewisohn durant la sèrie de concerts de la Nit Italiana sovint atreien un públic que superava els 13.000 convidats. Aquestes actuacions van incloure àries del repertori operístic italià estàndard i van presentar figures lluminoses de l'òpera com: Jan Peerce, Eileen Farrell, Richard Tucker, Beverly Sills, Licia Albanese, Eva Likova, Robert Weede, Cloe Elmo i Robert Merrill.

## Dècada del 1950-1970: Televisió
El treball d'Antonini amb la CBS aviat va conduir a la televisió, ja que aquest mitjà va guanyar prominència a la dècada de 1950. Va compondre la meitat de les partitures i va dirigir l'Orquestra de la CBS en les actuacions de la popular sèrie documental "The Twentieth Century" (1957-66). Va dirigir l'Orquestra de la CBS a la sèrie documental "American Musical Theater" (1959), que també va comptar amb Robert Weede i Laurel Hurley. Altres crèdits inicials a la cadena van incloure el programa religiós ecumènic de llarga durada Lamp Unto My Feet, i especials com ara Cinderella i The Fabulous Fifties.
Antonini va continuar col·laborant com a director convidat amb solistes instrumentals, inclòs Benny Goodman el 1960 per a una interpretació del Concert per a clarinet de Mozart a l'estadi Lewisohn. A més, va dirigir l'orquestra "Simfonia de l'Aire" a l'especial de televisió en directe en horari de màxima audiència "Spring Festival of Music" per a la televisió CBS. Aquesta col·laboració amb el pianista John Browning i el productor Robert Herridge va presentar una interpretació d'un moviment del Segon Concert per a piano de "Alfredo Antonini profile". allmusic.com. "Alfredo Antonini profile" (in German). HeBu. Retrieved 30 March 2021.. L'actuació va ser destacada per la seva excel·lència musical, així com per la seva dramàtica presentació visual a la televisió.
El 1962, Antonini va col·laborar amb la primera dama dels Estats Units Jacqueline Kennedy, el director Franklin J. Schaffner i el periodista Charles Collingwood de CBS News per al innovador documental de televisió "A Tour of the White House with Mrs. John F. Kennedy." El programa documental de televisió va ser vist per més de 80 milions d'espectadors a tot el món i va rebre una àmplia aclamació de la crítica.
El 1964, Antonini va aparèixer com a director de l'Orquestra Simfònica de la CBS en una aclamada adaptació de l'oratori sacre L'enfance du Christ d'Hector Berlioz per a CBS Television. Els seus solistes d'òpera van incloure: Sherrill Milnes, Giorgio Tozzi, Ara Berberian i Charles Anthony amb el suport de les veus corals dels Camerata Singers. En aquest moment, va col·laborar com a director d'orquestra per a un episodi televisat de The CBS Repertoire Workshop, "Feliz Borinquen", que va mostrar el talent d'intèrprets porto-riquenys-americans destacats com: Martina Arroyo i Raúl Dávila.

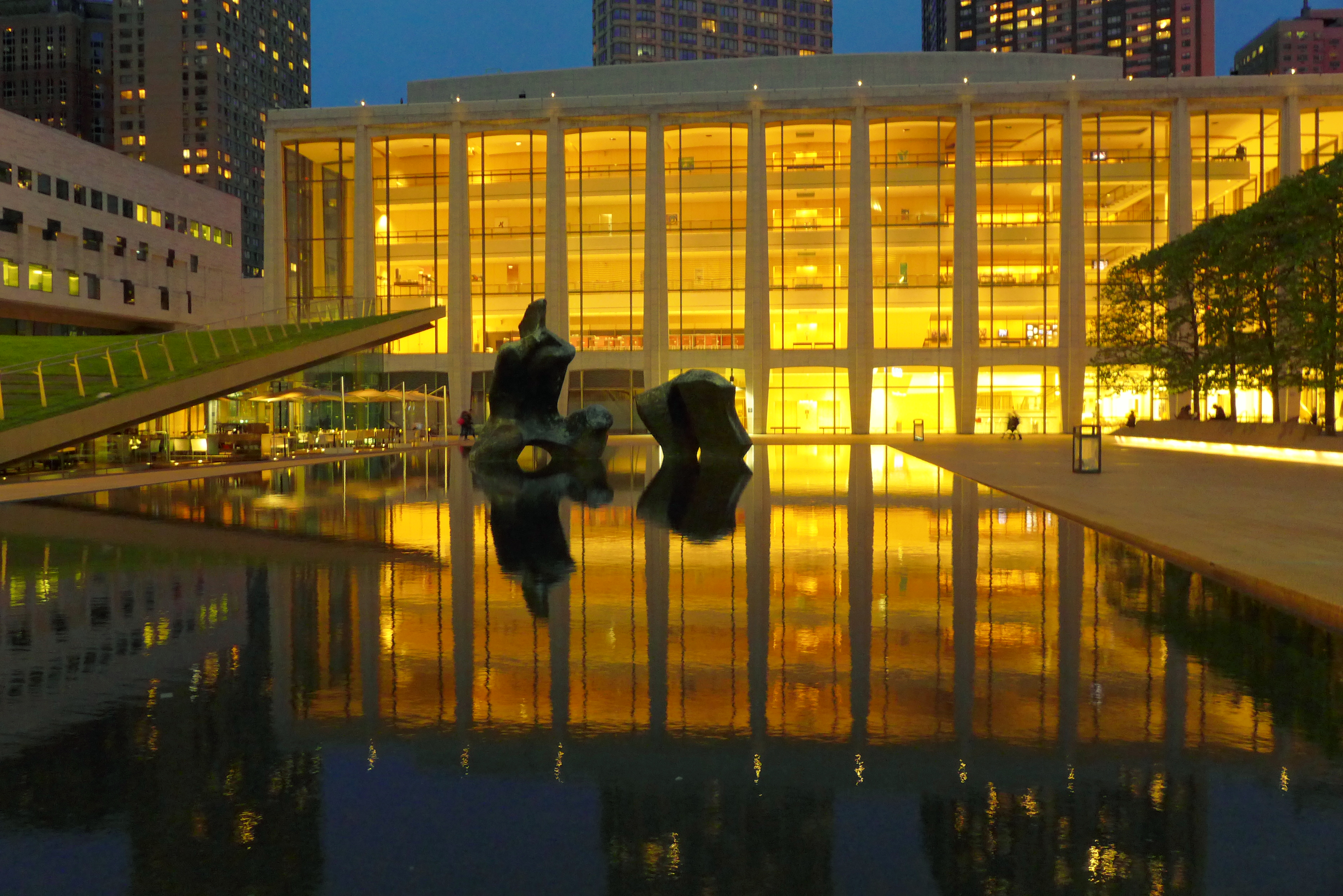
Sala Filharmònica - Lincoln Center Avery Fisher Hall amb l'escultura de Henry Moore

A més d'actuar com a director a la ràdio WOR a Nova York durant la dècada de 1940, va actuar com a director convidat per a les principals orquestres simfòniques de Chicago, Milwaukee, Oslo, Noruega i Xile durant la dècada de 1950. Durant aquest temps també va fundar l'Orquestra Filharmònica de Tampa a Tampa, Florida, que finalment es va fusionar amb la Simfònica de la Costa del Golf de Florida. A la dècada de 1960, Antonini també va actuar com a director convidat amb la Filharmònica de Nova York al Philharmonic Hall durant un concert benèfic de gran òpera que va comptar amb l'art de Jan Peerce i Robert Merrill. Al llarg de la dècada de 1960 va continuar col·laborant amb figures lluminoses de l'òpera com Jan Peerce, Robert Merrill, Franco Corelli, Nicolai Gedda, Giorgio Tozzi, Gabriella Tucci i Dorothy Kirsten en una varietat de concerts de gala. També va actuar amb Roberta Peters a l'estadi Lewisohn del City College.
El 1975, Antonini va dirigir els Concerts Orquestrals de Naumburg, al Naumburg Bandshell de Central Park, a la sèrie d'estiu. El 1971, Antonini va exercir de director musical a la premiere de CBS Television de l'òpera And David Wept d'Ezra Laderman, que va guanyar un premi Emmy per assoliment destacat en programació religiosa (1972). Va col·laborar en aquesta producció de primera línia amb figures de l'òpera com Sherrill Milnes, Rosalind Elias i Ara Berberian. Uns anys més tard, el 1975, va tornar a unir forces amb Berberian i la mezzosoprano Elaine Bonazzi per a la pel·lícula de televisió de CBS, A Handful of Souls.
Les col·laboracions d'Antonini a CBS Television van anar més enllà de l'àmbit de l'òpera per incloure figures destacades de diverses professions, com ara:
- Filantropia - (John D. Rockefeller III)
- Govern - (Jacqueline Kennedy Onassis)[95][96]
- Periodisme - (Charles Collingwood)[95][96] Walter Cronkite,[97][98] Daniel Shorr)
- Art - (Henry Moore, Kenneth Clark)
- Dansa - (Mary Hinkson)
- Drama - (John Alexander, Julie Andrews,[99] Ingrid Bergman,[100] Betty Comden,[101] Henry Fonda,[102] Jackie Gleason,[103] Steven Hill, Ron Holgate,[104] Celeste Holm, Richard Kiley,[105] Howard Lindsay,[106] Michael Redgrave)
- Escenari de concerts - (Charles Anthony[107] John Browning)[108]

## Mort
Alfredo Antonini va morir als 82 anys durant una cirurgia cardíaca a Clearwater, Florida, el 1983. Va ser enterrat al cementiri de Sylvan Abbey Memorial Park a Clearwater i va deixar la seva dona Sandra i un fill.

## Composicions
- The Great City
- Sarabande
- Sicilian Rhapsody
- Suite for Cello and Orchestra
- Preludes for Organ
- Suite for Strings
- The United States of America, Circa 1790
- Mambo Tropical

## Discografia
- La Ventafocs, d'Oscar i Hamerstein II vocalista Julie Andrews, Columbia Masterworks (OL5190), LP de 12 polzades, 1957?
- American Fantasy, SESAC Records, LP de 33 RPM, 195?
- Atmosphere By Antonini - Alfredo Antonini and His Orchestra, Coral Records (LVA 9031), LP de 33 RPM, 1956[109]
- Romantic Classics, SESAC Records, LP de 33 RPM, 195?
- Aaron Copland/Hugo Weisgall/Alfredo Antonini - Dotze poemes d'Emily Dickinson, Columbia Masterworks (ML 5106), LP de 33 RPM, 1956[109]
- Cançons des de l'assolellada Itàlia - Richard Tucker amb Alfredo Antonini dirigint l'Orquestra de Concerts de Columbia, Columbia Masterworks (ML 2155), LP de 33 RPM, 1950[109]
- Alfredo Antonini i la seva orquestra - Danses d'Amèrica Llatina, London Records (LPB.294), LP de 33 RPM, 1950[109]
- Alfredo Antonini i l'Orquestra de Concerts de Columbia, solista Richard Tucker, Columbia Masterworks (A-1540), 45 RPM, 195?
- Nestor Chayres cantant cançons romàntiques d'Amèrica Llatina, Alfredo Antonini, director d'orquestra, Decca, 78 RPM, 1947[110]
- Juan Arvizu, trobador de les Amèriques, Alfredo Antonini, director d'orquestra, Columbia Records (#36663), 1941 78 RPM, 1941[111][112]
- Música llatinoamericana - Alfredo Antonini i l'Orquestra Viva America, Alfredo Antonini, director de l'Orquestra Viva America, Elsa Miranda, vocalista, Alpha Records (#12205) 78 RPM, 1946[113][114]
- Richard Tucker: Només per a tu amb Alfredo Antonini i l'Orquestra Simfònica de Columbia, Columbia Masterworks (A-1619-1), 45 RPM, 195?[109]
- Amapola (Joseph Lacalle), vocalista Nino Martini, Columbia (#17202-D) 78 RPM, 194?[115]
- Bolero - No Me Lo Digas (Maria Grever), vocalista Nino Martini, Columbia (#17202-D), 194?[116]
- Nestor Chayres i Alfredo Antonini, Decca (#23770), 78 RPM[109]
- Granada (Agustin Lara), vocalista Nestor Chayres, Decca (#23770), 78 RPM (1946)[117]
- Noche de Ronda (Maria Teressa Lara), vocalista Nestor Chayres, Decca (#23770), 78 RPM (1946)[118]Internet Archive
- La Palma, Los Panchos Trio, Pilotone (#P45 5067), 78 RPM (194?)[119]
- Rosa Negra, Alfredo Antonini Viva America Orchestra, Pilotone (#P45 5069), 78 RPM (194?)[119]
- Black Rose, Alfredo Antonini Viva America Orchestra, Pilotone (#P45 5069), 78 RPM (194?)[119]
- Alfredo Antonini and The Viva America Orchestra - Chiqui, Chiqui, Cha/Caminito De Tu Casa, Bosworth Music (BA.251), 78 RPM, (194?)[109]
- Música de les Amèriques, Àlbum Pilotone, LP de 78 RPM, 194?
- The Spanish One (V. Di Chiara), vocalista Carlo Morelli, Columbia (#17192D) 78 RPM (194?)[120]
- Alma Mia (Maria Grever), vocalista Carlo Morelli, Columbia (#17192D) 78 RPM (194?)[121]
- Juan Arvizu, vocalista de Viva Sevilla! i Noche de Amor, Columbia (#36664) 78 RPM (194?)[122]
- El vocalista de Mi Sarape i Que Paso? Juan Arvizu, Columbia (#36665) 78 RPM (194?)[122]
- El Bigot de Tomas i De Donde?, vocalista Juan Arvizu, Columbia (#36666) 78 RPM (194?)[122]
- Canta Il Marie (Mazzola) and Si Alguna Veu (Ponce) vocalist Carlo Morelli Columbia (#17263-D) 78 RPM[123]
- Aquesta Nit Ha Passat (Sabre Marrequin) vocalist Luis G. Roldan, Columbia (#6201-x) 78 RPM (194?)[124]
- Tres Paraules (Osvaldo Farres) vocalist Luis G. Roldan, Columbia (#6201-x) 78 RPM (194?)[125]

## Filmografia

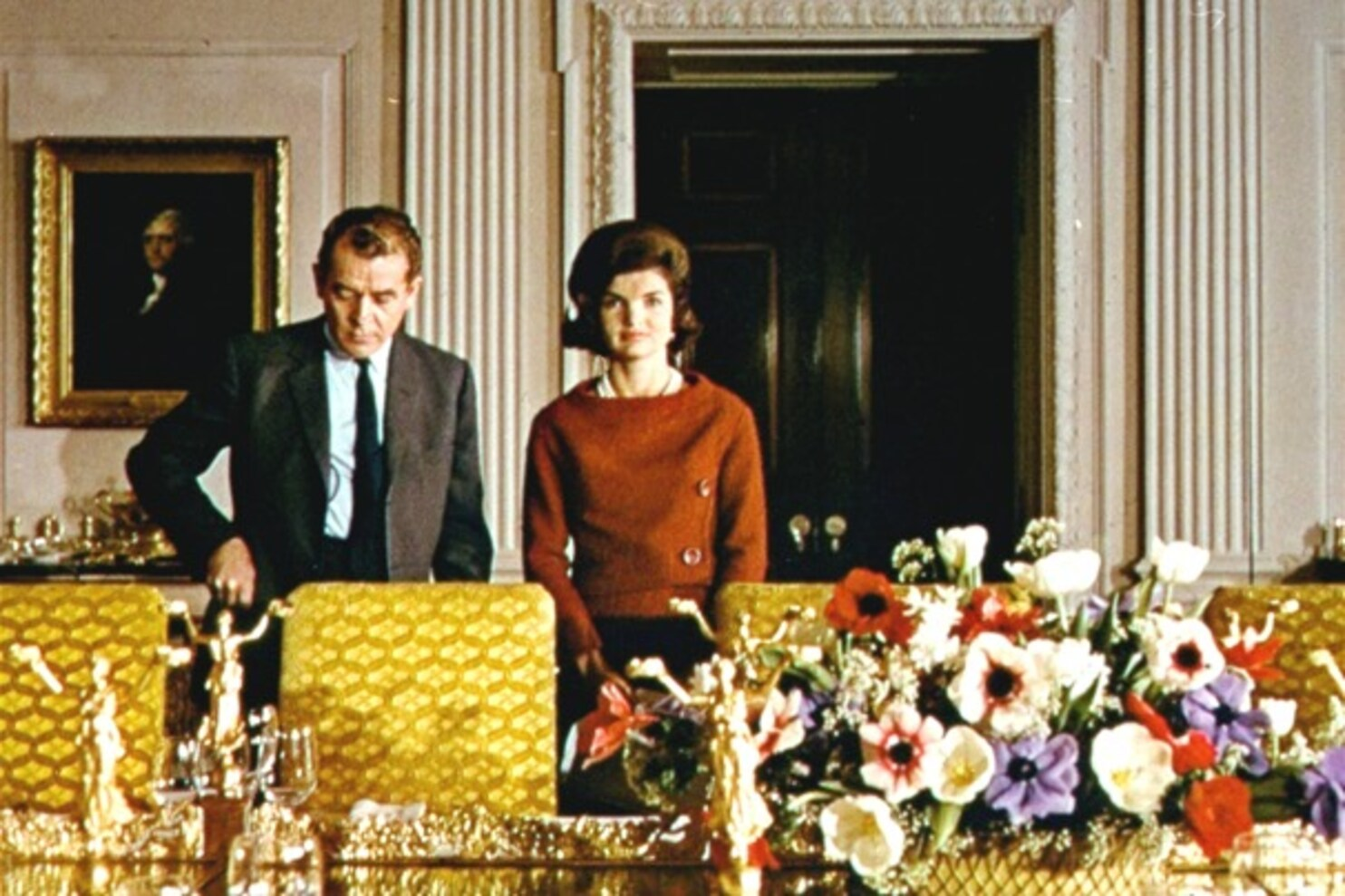
Una visita a la Casa Blanca amb la Sra. John F. Kennedy (1962) Jacqueline Kennedy i Charles Collingwood
Charles Collingwood, els nois de Murrow27

- A Handful of Souls - (TV Movie, Conductor, 1975)[126]
- And David Wept - (TV Movie, music director, 1971)[127]
- Gauguin in Tahiti: The Search for Paradise - (TV Documentary, Conductor, 1967)
- The Emperor's New Clothes - (TV Movie, Conductor, 1967)
- The Twentieth Century - Nehru: Man of Two Worlds - (CBS-TV, Conductor, 1966)[97]
- Where the Spies Are - (Film, Conductor, 1966)
- CBS Reports - (TV Documentary series, Conductor, 1965)
- The Twentieth Century - The Nisei: The Pride and the Shame (CBS Documentary, Conductor, 1965)[98]
- Jack and the Beanstalk - (TV Movie, Conductor, 1965)
- Pinocchio (TV Movie, Conductor, 1965)
- L'Enfance du Christ - (TV Movie, Conductor, 1964)[128]
- CBS Repertoire Workshop - (TV Series, Conductor, 1964)
- The Twentieth Century - (CBS-TV Documentary Series, musical director, conductor, 1957-66)[127][129]
- Arias and Arabesques - (TV Movie, Conductor, 1962)[130]
- Cabeza de Vaca - (TV Movie, Conductor, 1962)[131][132]
- A Tour of the White House - (TV Documentary, musical director, 1962)[95]
- An Act of Faith - (TV Movie, musical director, 1961)[133]
- Twenty-Four Hours in a Woman's Life - (TV Movie, Conductor, 1961)[100]
- And On Earth, Peace - (TV Movie, Composer, 1961)
- Spring Festival of Music: American Soloists - (TV Movie, Self, 1960)[134]
- The Right Man - (TV Movie, Conductor, 1960)
- The Fabulous Fifties - (TV Documentary, musical director, 1960)[127]
- The Twentieth Century - The Movies Learn to Talk - (CBS documentary, Conductor, 1959)[135]
- The American Musical Theater (CBS-TV documentary series, Conductor,1959)[136]
- The Twentieth Century - The Incredible Turk (TV Documentary, Conductor, 1958)[137]
- The Seven Lively Arts - (TV Series, musical director, 1957)
- Air Power - (TV Documentary, musical director, 1956–1957)[138][139]
- Cinderella - (TV Special, music director, 1957)[127]
- Studio One: Circle of Guilt - (CBS-TV, Conductor, 1956)[140]

- Studio One: Dino - (CBS-TV, music director, 1956)[141]
- Studio One: Star-Spangled Soldier - (CBS-TV, Music, 1956)[142]
- Studio One in Hollywood - (TV Series, music director, 1954)[143]
- Studio One: Dark Possession - (CBS-TV, Musical consultant, 1954)[144]
- Studio One: Let me Go, Lover - (CBS-TV, music director, 1954)[145]
- Studio One: Dry Run - (CBS-TV, Music, 1953)[146]
- The Jane Froman Show - (TV Series, Conductor, 1952)[147]
- The Cabinet of Dr. Caligari - (TV Movie, Composer, 1920)[148]

## Premis
- Premi Primetime Emmy per assoliment destacat en programació religiosa (1972)[127][149]
- Premi al Servei Distingit a la Música de l'Associació Nacional de Compositors i Directors d'Orquestra Americans[127]
- Títol d'orde Commendatore atorgat pel president d'Itàlia (1977[150][151]
- Ordre del Mèrit de la República Italiana (1980)[150][151]

## Obres arxivades
- Col·lecció CBS de partitures manuscrites 1890–1972 - dins de la Biblioteca Pública de Nova York per a les Arts Escèniques del Lincoln Center de la ciutat de Nova York, Nova York - Partitures seleccionades de composicions d'Alfredo Antonini emeses per la cadena de televisió CBS[152][17]
- La Biblioteca Pública de Nova York per a les Arts Escèniques del Lincoln Center de Nova York, Nova York: enregistraments sonors seleccionats amb Alfredo Antonini dirigint l'Orquestra Simfònica de la CBS per a la Veu d'Amèrica[153]
- Filharmònica de Nova York - Arxius digitals de Shelby White i Leon Levy - Programes de concerts seleccionats, partitures musicals, llibres de recobriments i documents comercials d'Alfredo Antonini[154]

## Afiliacions professionals
- Societat Americana de Compositors, Autors i Editors ASCAP (1948)[155]